# Diane Venora
Diane Venora (East Hartford, 10 agosto 1952) è un'attrice statunitense.

## Biografia
Attrice attiva sul grande schermo dal 1981, ha alternato l'attività teatrale (prevalentemente improntata sulle opere di Shakespeare) a quella cinematografica. Il suo primo ruolo importante fu quello di moglie di Charlie Parker in Bird (1988) di Clint Eastwood, ruolo che le valse una candidatura al Golden Globe e il New York Film Critics Circle Award come attrice non protagonista.
È ricordata comunque soprattutto per l'intensa interpretazione in Heat - La sfida (1995) di Michael Mann, in cui è Justine Hanna, la moglie del poliziotto Vincent (Al Pacino); successivamente si è distinta in altre due interpretazioni di moglie travolta da problemi coniugali, in Fino a prova contraria (1999) di Clint Eastwood, e in Insider - Dietro la verità (1999), ancora di Mann (nel film è la moglie del co-protagonista Russell Crowe).

## Vita privata
È stata sposata dal 1980 al 1989 con il direttore della fotografia e regista Andrzej Bartkowiak da cui ha avuto una figlia, Madzia (1981).

## Filmografia

### Cinema
- All That Jazz - Lo spettacolo comincia (All That Jazz), regia di Bob Fosse (1979) - non accreditata
- Wolfen, la belva immortale (Wolfen), regia di Michael Wadleigh (1981)
- Cotton Club (The Cotton Club), regia di Francis Ford Coppola (1984)
- F/X - Effetto mortale (F/X), regia di Robert Mandel (1986)
- Ironweed, regia di Héctor Babenco (1987)
- Bird, regia di Clint Eastwood (1988)
- Tre desideri (Three Wishes), regia di Martha Coolidge (1995)
- Heat - La sfida (Heat), regia di Michael Mann (1995)
- L'ora della violenza (The Substitute), regia di Robert Mandel (1996)
- Surviving Picasso, regia di James Ivory (1996)
- Romeo + Giulietta di William Shakespeare (William Shakespear's Romeo + Juliet), regia di Baz Luhrmann (1996)
- The Jackal, regia di Michael Caton-Jones (1997)
- Fino a prova contraria (True Crime), regia di Clint Eastwood (1999)
- Il 13º guerriero (The 13th Warrior), regia di John McTiernan (1999)
- The Young Girl and the Monsoon, regia di James Ryan (1999)
- Insider - Dietro la verità (The Insider), regia di Michael Mann (1999)
- Hamlet 2000 (Hamlet), regia di Michael Almereyda (2000)
- 2012 - L'avvento del male (Megiddo: The Omega Code 2), regia di Brian Trenchard-Smith (2001)
- Breaking Dawn, regia di Mark Edwin Robinson (2004)
- Stiletto, regia di Nick Vallelonga (2008)
- The Ministers, regia di Franc Reyes (2009)
- Love & Secrets (All Good Things), regia di Andrew Jarecki (2010)
- First Love, regia di A.J. Edwards (2022)

### Televisione
- Criminal Minds – serie TV, episodio 1x22 (2006)
- NCIS - Unità anticrimine (NCIS) – serie TV, episodio 7x06 (2009)
- Private Practice - serie TV, episodio 2x14 (2009)
- Grey's Anatomy – serie TV, episodio 6x17 (2010)

## Doppiatrici italiane
Nelle versioni in italiano delle opere in cui ha recitato, Diane Venora è stata doppiata da:
- Laura Boccanera in L'ora della violenza, Criminal Minds
- Roberta Paladini in Ironweed
- Cinzia De Carolis in Bird
- Anna Rita Pasanisi in F/X - Effetto mortale, Heat - La sfida
- Serena Verdirosi in Surviving Picasso
- Angiola Baggi in Romeo + Giulietta di William Shakespeare
- Anna Mazzotti in The Jackal
- Alessandra Korompay in Fino a prova contraria
- Roberta Greganti in Il 13º guerriero
- Claudia Balboni in Insider - Dietro la verità
- Ludovica Modugno in Hamlet 2000
- Barbara Castracane in Private Practice
- Tiziana Avarista in Love & Secrets
- Antonella Alessandro in Grey's Anatomy
- Aurora Cancian in NCIS - Unità anticrimine